# Pete Namlook
Pete Namlook, pseudonimo di Peter Kuhlmann (Francoforte sul Meno, 1960 – 8 novembre 2012), è stato un musicista, produttore discografico e compositore tedesco.
Oltre ad essere stato uno dei musicisti electronica più produttivi di sempre, Namlook è divenuto noto per aver fondato l'etichetta discografica indipendente FAX +49-69/450464, considerata fra le più influenti della musica elettronica.  Viene spesso riconosciuto uno dei musicisti più importanti della musica d'atmosfera degli anni novanta, nonché uno dei pionieri degli stili ambient techno e trance. Namlook è l'anagramma di Koolman scritto al contrario, il quale sarebbe la pronuncia inglese del suo nome reale.

## Biografia
Dopo aver esordito negli anni ottanta con la formazione new age dei Romantic Warrior ed aver suonato come DJ per un breve periodo, Kuhlmann esordì con il nome Pete Namlook nel 1992, anno della fondazione della sua etichetta Fax, con l'album Silence: una collaborazione con Dr. Atmo che oltre ad essere considerata una delle prime pubblicazioni dello stile ambient techno fu una delle prime uscite pubblicate esclusivamente in formato CD. I suoi album, molti dei quali pubblicati a frequenza settimanale, includono Air (1993), The Fires of Ork (1993, con Geir Jenssen), Alien Community (1993, con Jonah Sharp) e Shades of Orion (1993, con Tetsu Inoue): tutti considerati fra i suoi titoli migliori nonché classici della musica d'atmosfera. 
Namlook è scomparso prematuramente all'età di cinquantadue anni per un arresto cardiaco.

## Stile musicale
Autore soprattutto di pubblicazioni ambient, trance e techno, Namlook è stato definito un musicista ispirato al rock psichedelico, al krautrock, alla musica classica orientale, ed a quella di Oskar Sala. Nonostante gli siano state fatte queste attribuzioni, il compositore ha dichiarato che "la sua principale maestra è la natura." Lo stile musicale di ciascuna delle sue circa duecento pubblicazioni viene distinto da un determinato colore presente sulle loro copertine: il verde identifica le uscite di musica house, il giallo quelle di musica trance, e il blu quelle di ambient.